# كاتارينا كاشليكوفا
كاتارينا كاشليكوفا مواليد 2 يونيو 1985 في جيلينا، تشيكوسلوفاكيا، هي لاعبة كرة مضرب سلوفاكية سابقة، اعتزلت اللعب في 2011. أعلى تصنيف لها في الفردي كان المركز الـ 217 في سنة 2005. أعلى تصنيف لها في الزوجي كان المركز الـ 162 في سنة 2005.

## النهائيات

### الفردي النهائي: 2 (1–1)
| الحصيلة | الرقم | التاريخ        | الدورة                   | الأرضية | المنافس        | النتيجة  |
| ------- | ----- | -------------- | ------------------------ | ------- | -------------- | -------- |
| الوصافة | 1.    | 13 سبتمبر 2004 | تبليسي، جورجيا           | ترابية  | أولغا لازارشاك | 2–6, 2–6 |
| الفوز   | 2.    | 21 مايو 2006   | مدينة هو تشي منه، فيتنام | صلبة    | جونري ناميجاتا | 6–4, 6–4 |

## روابط خارجية
- كاتارينا كاشليكوفا على موقع رابطة محترفات التنس (الإنجليزية)
- كاتارينا كاشليكوفا على موقع الاتحاد الدولي لكرة المضرب (الإنجليزية)